# Maltézská knihovna v Praze

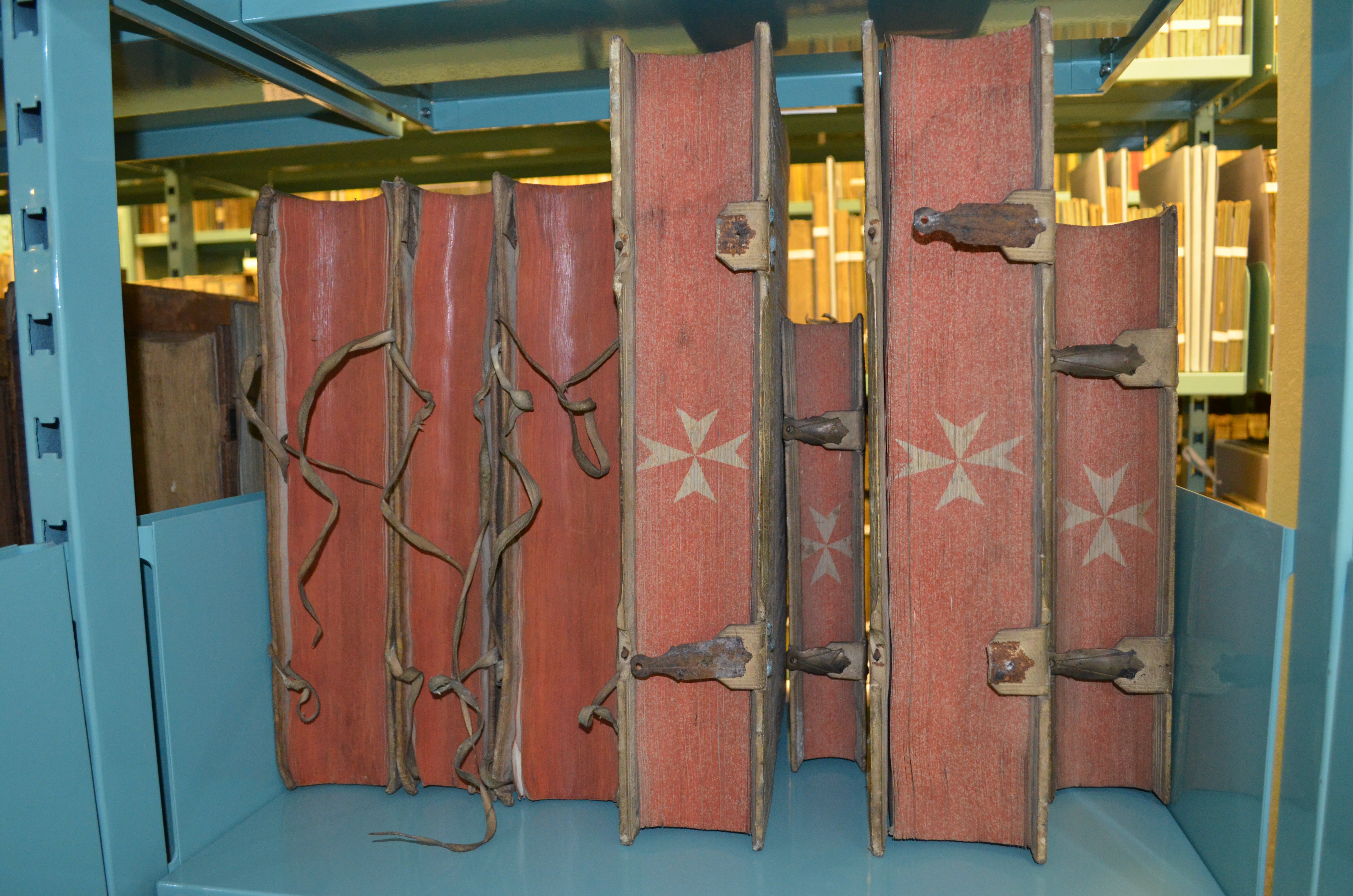
Fond Maltézské knihovny

Maltézská knihovna, knihovna bývalého konventu maltézských rytířů u Panny Marie pod řetězem v Praze na Malé Straně a knihovna archivu Českého velkopřevorství, je majetkem Českého velkopřevorství maltézského řádu a je spravována a uložena v Knihovně Národního archivu v Praze.
Knihovna, čítající přes 23 tisíc svazků, byla v roce 1991 prohlášena kulturní památkou, čímž byla garantována její cennost a celistvost.
Maltézská knihovna je pokládána za cennou historickou knihovnu, její fond je jednou ze základních studijních pomůcek pro badatele zabývající se maltézským řádem. Zajímavé jsou knihy i svými vazbami.

## Historie knihovny

### Od vzniku knihovny do konce 19. století
Dějiny knihovny pražského konventu johanitů začínají ve středověku, o nejstarším období se mnoho neví. Z předhusitské doby se z obou knihoven dochoval jediný breviář, který byl zhotoven roku 1398 pro pražský konvent.
Knihy byly buď zničeny husity v roce 1420, nebo byly převezeny na strakonický hrad a začleněny do knihovny tamějšího konventu. Ta zanikla při obsazení hradu Mansfeldovým vojskem v roce 1619.
Konvent se po husitských válkách na Malou Stranu nevrátil. Farní a vrchnostenskou správu zajišťoval jen jeden johanitský kněz. Je pravděpodobné, že byla budována farní knihovna. Ta však byla vyrabována počátkem třicetileté války Malostranskými. Od 40. let 17. století vznikala také knihovna archivu českého převorství ve Strakonicích. Do ní se pravděpodobně dostalo více než 180 svazků knih po kancléři řádu Meichioru Gniesenovi von Kobach († 1627).
Počátkem 30. let 18. století se převoru Františku Tauferovi podařilo obnovit pražský konvent. Taufer je považován za zakladatele konventní knihovny, pro kterou byla vyhrazena místnost v jižním křídle nové budovy konventu. Její základ položily knihy převedené z archivu velkopřevorství, farní knihovna, osobní knihy převora Taufera a bývalého benešovského děkana Josefa Pokorného, který vstoupil do konventu. Knihovna měla sloužit k přípravě členů konventu na kázání a ke zvyšování jejich odborné kvalifikace. Do roku 1752 se knihovna rozrostla na 1000 svazků. Byla rozšiřována především knihami po zemřelých členech konventu. Na přelomu 18. a 19. století získala rozsáhlou sbírku melitensií (tj. děl vztahujících se k maltézskému řádu) čítající více než 650 svazků po konventuálním kaplanu a komturu Franzi Paulovi von Smitmer († 1796) a knihy po kazateli Janu Raymundovi († 1808).
Během 19. století přibyly knihy po Františku Wilhelmovi († 1822), Josefu Kolenatém († 1849) a Antonínu Sichrovském († 1863). V roce 1870 knihovna čítala 4578 svazků včetně 119 rukopisů a 58 prvotisků. Převor ustanovoval z členů konventu knihovníka, který zároveň zastával i další funkce. Patrně v 1. polovině 19. století byla vyčleněna příruční knihovna alumnátu určená především ke studiu teologie, která v roce 1853 obsahovala 866 svazků. Uložena byla ve druhém patře konventní budovy.
Od 70. let 19. století začala být budována v jižní věži moderní knihovna archivu Českého velkopřevorství. Její základ položil odkaz Františka Chanovského z Dlouhé Vsi († 1877). Spravoval ji pravděpodobně řádový archivář. V 80. letech 19. století ji tvořilo více než 2500 svazků.

### Léta 1901–1945
V letech 1901–1935 byla spojena funkce podpřevora a knihovníka. Za působení převora Josefa Hamršmída měla konventní knihovna 6000 svazků (rok 1927). V roce 1932 se knihovna rozrostla o dalších 2000 svazků. Sloužila především členům konventu, ale přístup byl umožněn i veřejnosti zvláštní žádostí.
Ve válečných letech 1939–1945 utrpěla knihovna ztráty. Převor Franz Werner Bobe dal v roce 1941 některé české knihy a časopisy do sběru starého papíru. Poslední řádový konventní knihovník Heinrich Sacher prodával v té době nepotřebné knihy také do antikvariátů.
Koncem roku 1941 ztratil řád kontrolu nad svým majetkem, ten zajišťoval říšský zahraniční úřad Třetí říše. Jeho zvláštní pověřenec měl právo prodávat řádový majetek Říši nebo Protektorátu. Byla prodána konventní budova i Velkopřevorský palác. Německá univerzita v Praze ve snaze zabránit ztrátám, poškození a eventuálnímu rozprodeji iniciovala uložení knihovny konventu a archivu Českého velkopřevorství v Zemské a universitní knihovně v Praze (dnešní Národní knihovna).
V letech 1942-1947/48 byly obě pravděpodobně již spojené řádové knihovny (i s regály i archiváliemi) jako depozitum říšského zahraničního úřadu v Klementinu svěřeny do péče rukopisného oddělení. K 1. prosinci 1942 měla knihovna asi 10 000 svazků, z toho 91 s prvotisky. V roce 1943 Zemská a universitní knihovna začala stěhovat část fondu tohoto oddělení mimo Prahu, řádové knihovny ale pravděpodobně zůstaly v Klementinu v nevyhovujících sklepních prostorách, a proto utrpěly další ztráty. Celkově měly přijít během let 1939-1945 asi o 3000 svazků.

### Po roce 1945 do roku 1959

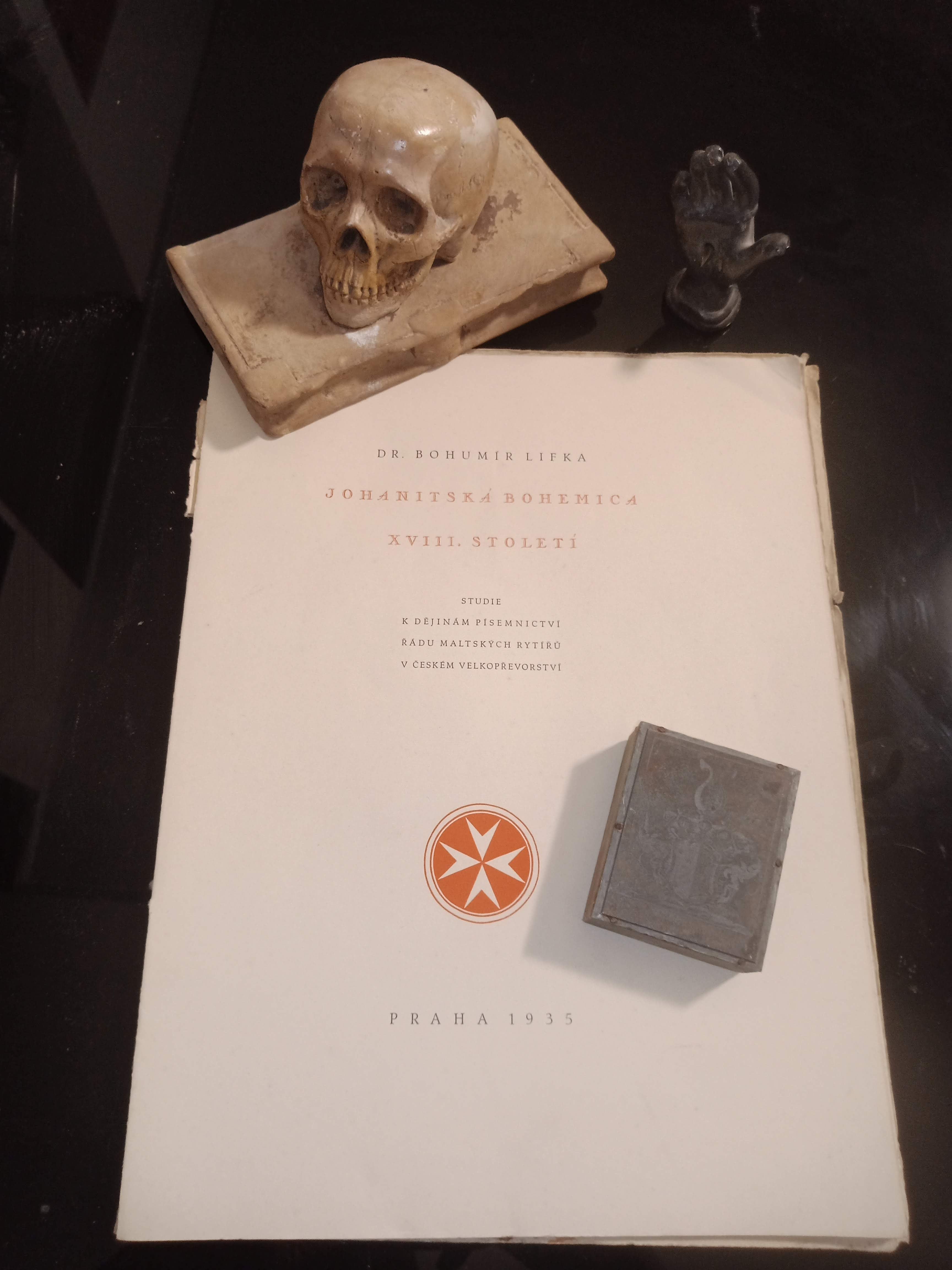
Osobní věci Bohumíra Lifky

Po skončení války se maltézský řád ocitl v obtížné situaci. Ten se do budovy konventu nevrátil, stal se sídlem Orientálního ústavu. Koncem války měl konvent jen deset členů a většina z nich působila mimo Prahu. Od roku 1935 byl také uzavřen noviciát, k jeho zvažovanému znovuotevření nedošlo a kněžská větev byla odsouzena k postupnému zániku.
Jedním z úkolů po skončení války bylo zpětné získání majetku řádu, mj. knihovny a archiválií. To měl zajistit Bohumír Lifka, který se stal členem řádu jako řádový donát I. třídy. Kromě působení v této knihovně současně vedl Knihovnu Náprstkova muzea v Praze. Svého postavení využil k tomu, že Náprstkovo muzeum převzalo knihovnu jako depozitum. Provizorním řešením mělo být uložení knih v budově fary kostela Panny Marie Vítězné v Karmelitské ulici. Před definitivním přestěhováním do nových prostor ve Velkopřevorském paláci došlo k akci K a správu řeholních domů přebral Státní úřad pro věci církevní. Bohumír Lifka se i za této situace snažil knihovnu zachránit. Knihovna byla díky jeho úsilí svěřena do správy Náprstkova muzea a převzala ji jako trvalé depozitum 25. října 1950. Úkolem Náprstkova muzea bylo její uložení na vhodném místě a umožnění vědeckého bádání. Lifkovi se podařilo uchovat knihovnu jako celek. Náhrada za nevrácené regály byla získána ze sběrného střediska v zámku Sychrov.
Teprve na jaře roku 1952 byly knihy z provizorních prostor přestěhovány do upravených a opravených místností s dřevěnými regály ve Velkopřevorském paláci a bylo zahájeno jejich odborné zpracování (katalogizace) a knihovna byla současně zpřístupněna badatelům.

31. března 1956 byla mezi Náprstkovým muzeem a Náboženskou maticí uzavřena oficiální smlouva o úschově (podhodnocený údaj 5000 svazků, 96 prvotisků, 4 rukopisy) před převedením do vlastnictví, ke kterému smluvně došlo 23. srpna 1956 darováním předmětů vědecké, historické, umělecké a sběratelské hodnoty.

### Léta 1959–1991
Rok 1959 by rokem přelomovým: byl zatčen a uvězněn Bohumil Lifka.
Maltézská knihovna byla i nadále spravována knihovnou Náprstkova muzea, ale brzy bylo rozhodnuto, že knihovna „neodpovídá svým zaměřením jeho sběrnému programu“. Knihovnu převzalo oddělení zámeckých knihoven Národního muzea a spravovalo ji v letech 1961–1994. Uložení knih ve Velkopřevorském paláci ale nebylo stále uspokojivé, protože jen část knih byla uložena v regálech, část zůstávala na hromadách na zemi. Národní muzeum ale věnovalo pozornost zpracování rukopisné části sbírky, knihovna byla očištěna od předmětů neknihovních (kultovní předměty, archiválie, obrazy).
V roce 1964 oddělení zámeckých knihoven začalo řešit problém nedostatečného uložení fondů, protože dvě místnosti ve Velkopřevorském paláci nestačily na uložení knih. Knihy navíc trpěly vlhkostí a byly napadeny plísní. V polovině 70. let byla část novodobých knih převezena do podzemního depozitáře poblíž Národního muzea. Kamera Státní bezpečnosti monitorující francouzské velvyslanectví, která byla v letech 1984-1990 umístěna v okně knihovny, znamenala omezení přístupu do knihovních prostor. Okna nebylo možno otevírat a místnost větrat. Proto byly kožené vazby knih napadeny parazity. V roce 1989 byly knihy uložené v podzemním depozitáři převezeny do Jindřichova Hradce. Přesto toto období pro knihovnu znamenalo i pozitiva: část knih byla restaurována a konzervována, několik desítek knih bylo umístěno do bývalého Muzea knihy ve Žďáru nad Sázavou do expozice „libri catenati“.
V roce 1991 po revizi bylo v místnostech Velkopřevorského paláce 17 721 svazků a knihy byly převezeny do Středočeského muzea v Roztokách k rentgenovému ozáření, po ošetření uloženy do již zmíněného podzemního depozitáře.
23. května 1991 byla Maltézská knihovna prohlášena Ministerstvem kultury ČR za kulturní památku (23 721 svazků). Tímto prohlášením a rozhodnutím je garantována cennost fondu a jeho celistvost.

### Od roku 1992 dosud
V roce 1992 došlo k jednání zástupce Maltézského řádu Františka Lobkowicze s ředitelem Národního muzea o další úschově knihovny v depozitáři Národního muzea do opravení Velkopřevorského paláce. K fyzickému navrácení Maltézské knihovny Suverénnímu řádu maltézských rytířů došlo v roce 1994. Knihy byly svezeny jako celek z Jindřichova Hradce i muzejního depozitáře do nových regálů do původní místnosti konventní knihovny v konventní budově. Řád měl i svého pracovníka starajícího se o knihovnu, badatelské využití nadále zajišťovala Knihovna Národního muzea.
Archiválie Českého velkopřevorství byly od roku 2012 smluvně uloženy v Národním archivu. Současně bylo zahájeno jednání i o předání Maltézské knihovny jako depozita Národnímu archivu, dodatek ke smlouvě byl podepsán 11. listopadu 2014. Stěhování knihovního fondu se uskutečnilo v letech 2013 a 2014.
Knihovna je majetkem maltézského řádu, je uložena jako celek v moderním depozitáři, pečuje o ni odborný pracovník Knihovny Národního archivu, je přístupna badatelům ve studovně Knihovny Národního archivu v Praze na Chodovci.

## Historie zpracování fondu knihovny
Nejstarší soupis knih pražské konventní knihovny pochází z roku 1752. Tituly jsou v něm rozděleny podle formátů do tematických skupin.
Z počátku 19. století se dochovaly tři soupisy: necelé knihovny konventu, příruční knihovny alumnátu a Smitmerovy sbírky.
V letech 1870-1871 byla část konventní knihovny opatřena signaturami a zároveň byl sepsán první skutečný katalog doplňovaný do roku 1877. V tomto roce vznikl také katalog pro knihovnu archivu Českého velkopřevorství, který byl veden do roku 1885. Od počátku 20. století začaly být označovány dosud nezpracované knihy konventní knihovny novým systémem signatur. Postupně vznikl další dvousvazkový katalog doplňovaný do roku 1936. Všechny tyto pomůcky byly členěny do tematických skupin.
V době okupace v Zemské a univerzitní knihovně se Maltézské knihovně badatelsky věnovala Emma Urbánková, prozkoumala prvotisky této knihovny (minimálně 114 prvotiskových titulů), jí pořízený soupis se ale nedochoval. Informace o některých z nich se dostaly do katalogu berlínské Komise pro Gesamtkatalog der Wiegendrucke.
Někdy po roce 1947 začal Bohumír Lifka vytvářet jmenný lístkový katalog nejstarší části knihovny, který však nedokončil a dnes je nezvěstný.
Oddělení zámeckých knihoven Knihovny Národního muzea se zasloužilo o moderní zpracování celé knihovny, které do té doby nemělo obdoby. V letech 1972-1988 byly zkatalogizovány prvotisky, staré tisky a novodobá melitensia.

## Současný stav
Od roku 2014 je Maltézská knihovna deponována v Knihovně Národního archivu v Praze na Chodovci. Je rozčleněna do čtyř částí podle signatur, celkem zabírá necelých 240 běžných metrů. Nejmenší část jsou rukopisy ze 13. až 20. století zabírající 17 b.m. Obsahově jsou to především melitensia, ale také literatura náboženská, filozofická a právnická. Nejstarší je rituál z druhé poloviny 13. století. Pět rukopisů z patnácti středověkých má bohemikální původ: breviář z roku 1398 pro pražský johanitský konvent, dvousvazkový horažďovický antifonář ze 40. let 15. století a dvoudílná ilustrovaná bible z let 1469–1470. Mezi rukopisy je řada úředních knih. Tato část byla nejvíce probádána a je o ní nejvíce studií. Tištěné katalogy jsou k dispozici ke středověkým rukopisům, iluminovaným rukopisům a rukopisům psanými románskými jazyky. Prvotisků a starých tisků z let 1501–1800 je necelých 4000 svazků a 5 fragmentů, do této skupiny byla včleněna i novodobější melitensia. Nejcennější část jsou prvotisky, kterých je 129 včetně fragmentů. Mezi prvotisky je šest světových unikátů. Všechny prvotisky je možné dohledat v tištěném katalogu. Paleotypů z první poloviny 16. století je přes 140. V tomto oddíle jsou melitensia, náboženská literatura, historie, antická literatura, učebnice, filozofie a právnická literatura, především právo církevní. Celý tento oddíl je zpracovaný v elektronickém katalogu.
Největší část tvoří tisky vydané po roce 1801, přibližně 19 000. I v této části je především literatura náboženská, ale také historie, muzeologická literatura, filozofie, sociologie, geografie, přírodní vědy i beletrie. Výjimečností jsou judaika.